# Le Repas de bébé
Le Repas de bébé (La comida del bebé) es un cortometraje mudo en blanco y negro dirigido y producido por Louis Lumière en 1895.
Este corto fue una de las diez producciones que se exhibieron en el Salon indien du Grand Café del 28 de diciembre de 1895, en la presentación comercial del cinematógrafo.

## Argumento
Sentados alrededor de una mesa, Auguste Lumière y su mujer (Marguerite Lumière) toman el desayuno junto con su hija: Andrée.

## Producción
El corto se grabó en película de 35 mm, con una proporción de imagen de 1.33:1, grabado con cinematógrafo, y tiene una duración de 41 segundos.

## Estado actual
Dada su antigüedad, este cortometraje está disponible para descargarse gratuitamente por internet. También ha aparecido en muchas colecciones de películas que incluyen el volumen 1 de Landmarks of Early Film y The Movies Begin -A Treasury of Early Cinema, 1894-1913. También forma parte de Visions of Light, una película documental de 1992 y The Lumière Brothers First Films, una complicación producida en 1996.

## Reparto

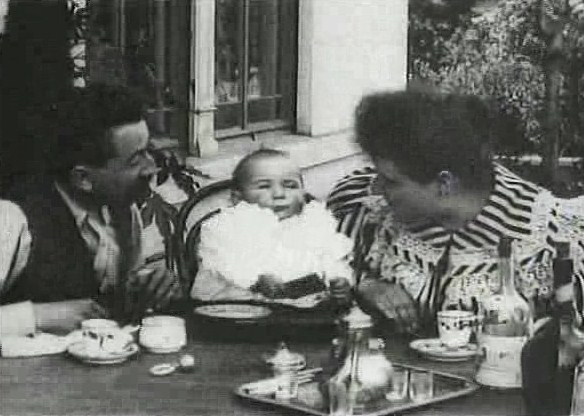
Otro fotograma de la película.

- Auguste Lumière: él mismo.
- Marguerite Lumière: ella misma.
- Andreé Lumière: ella misma.